# Championnat de France de basket-ball 1974-1975
Navigation
Saison précédente Saison suivante
La saison 1974-1975 du championnat de France de basket-ball de Nationale 1 est la 53e édition du championnat de France masculin de basket-ball. Le championnat de Nationale 1 de basket-ball était le nom du plus haut niveau du championnat de France.

## Présentation
La saison se déroule du 21 septembre 1974 au 26 avril 1975, chaque équipe rencontre les autres équipes de sa poule en match aller-retour. Au terme de cette saison, le titre de Champion de France est attribué au club classé 1er.
Seize clubs participent à la compétition. La victoire rapporte 3 points, le match nul 2 points  la défaite 1 point et le bonus 1 point. Les équipes classées 13e, 14e, 15e et 16e descendent en Nationale 2.
Le tenant du titre, Berck, va tenter de gagner un 3e titre.
Bordeaux, Lyon, Nantes et Nice sont les quatre équipes promues pour cette saison. Monaco, Vichy, Bordeaux et  Nantes, équipes classées de 13e à 16e sont les quatre équipes reléguées à l'issue de cette saison 1974-1975
L’ASVEL a remporté le championnat pour la treizième fois de son histoire.
Jacques Cachemire (Antibes) est le meilleur marqueur du championnat de France avec une moyenne de 29,1 points/M.

## Clubs participants
- Olympique d'Antibes Juan-les-Pins
- Alsace de Bagnolet
- Association Sportive de Berck
- Les Jeunes de Saint-Augustin de Bordeaux
- Caen Basket Club
- Etoile Sportive du Marais de Challans
- Association Sportive de Denain-Voltaire
- Sporting Club Moderne du Mans
- Croix Rousse Olympique de Lyon
- Association Sportive de Monaco
- Atlantic Basket Club de Nantes
- Nice Basket Club
- Élan Béarnais Orthez
- Groupe Sportif de la Chorale Mulsant de Roanne
- Association Sportive Préparation Olympique de Tours
- Jeanne d’Arc de Vichy
- Association Sportive de Villeurbanne Eveil Lyonnais

## Classement final de la saison régulière
La victoire rapporte 3 points, le match nul 2 points, la défaite 1 point et le bonus 1 point.
Le point de bonus est accordé à l'équipe qui sur les deux matchs (aller et retour) possède la meilleure différence de points. Si les deux équipes sont à égalité, chacune gagne 0,5 point 
| #  | Equipe         | Pts | M  | V  | N | D  | PP   | PC   | Diff. | Bonus |
| -- | -------------- | --- | -- | -- | - | -- | ---- | ---- | ----- | ----- |
| 1  | ASVEL          | 91  | 30 | 24 | 1 | 5  | 2637 | 2323 | +314  | 12    |
| 2  | Tours          | 90  | 30 | 22 | 1 | 7  | 2807 | 2487 | +320  | 15    |
| 3  | Le Mans        | 84  | 30 | 22 | 1 | 7  | 2728 | 2478 | +250  | 9     |
| 4  | Antibes        | 79  | 30 | 19 | 0 | 11 | 2974 | 2776 | +198  | 11    |
| 5  | Caen           | 78  | 30 | 19 | 0 | 11 | 2449 | 2358 | +91   | 10    |
| 6  | Bagnolet       | 75  | 30 | 18 | 0 | 12 | 2630 | 2650 | -20   | 9     |
| 7  | Berck (+13)    | 71  | 30 | 16 | 0 | 14 | 2821 | 2658 | +163  | 9     |
| 8  | Challans (-13) | 71  | 30 | 16 | 1 | 13 | 2584 | 2565 | +19   | 8     |
| 9  | Nice           | 70  | 30 | 15 | 0 | 15 | 2646 | 2517 | +129  | 10    |
| 10 | Lyon           | 66  | 30 | 14 | 0 | 16 | 2420 | 2356 | +64   | 8     |
| 11 | Roanne         | 65  | 30 | 14 | 1 | 15 | 2542 | 2640 | -98   | 6     |
| 12 | Denain         | 60  | 30 | 12 | 1 | 17 | 2632 | 2707 | -75   | 5     |
| 13 | Monaco         | 59  | 30 | 12 | 0 | 18 | 2616 | 2653 | -37   | 5     |
| 14 | Vichy          | 48  | 30 | 8  | 0 | 22 | 2515 | 2765 | -250  | 2     |
| 15 | Bordeaux       | 38  | 30 | 4  | 0 | 26 | 2451 | 2926 | -475  | 0     |
| 16 | Nantes         | 35  | 30 | 2  | 0 | 28 | 2184 | 2777 | -593  | 1     |

|  | Champion de France      |
|  | Relégués en Nationale 2 |

## Leaders de la saison régulière[1]
| Catégorie                  | Joueur             | Équipe     | Statistiques |
| -------------------------- | ------------------ | ---------- | ------------ |
| Points par match           | Jacques Cachemire  | Antibes    | 29,1         |
| Rebonds par match          | Ray Reynolds       | ASPO Tours | 16,3         |
| Passes décisives par match | Ted Manakas        | Antibes    | 10,2         |
| % aux tirs                 | Jean-Pierre Sailly | Berck BC   | 61,9 %       |
| % aux lancers-francs       | Carmine Calzonetti | ABC Nantes | 98,1 %       |